# Grosbois-lès-Tichey
Grosbois-lès-Tichey é uma comuna francesa na região administrativa da Borgonha-Franco-Condado, no departamento de Côte-d'Or. Estende-se por uma área de 5 km². Em 2010 a comuna tinha 76 habitantes (densidade: 15,2 hab./km²).